# روغن معدنی

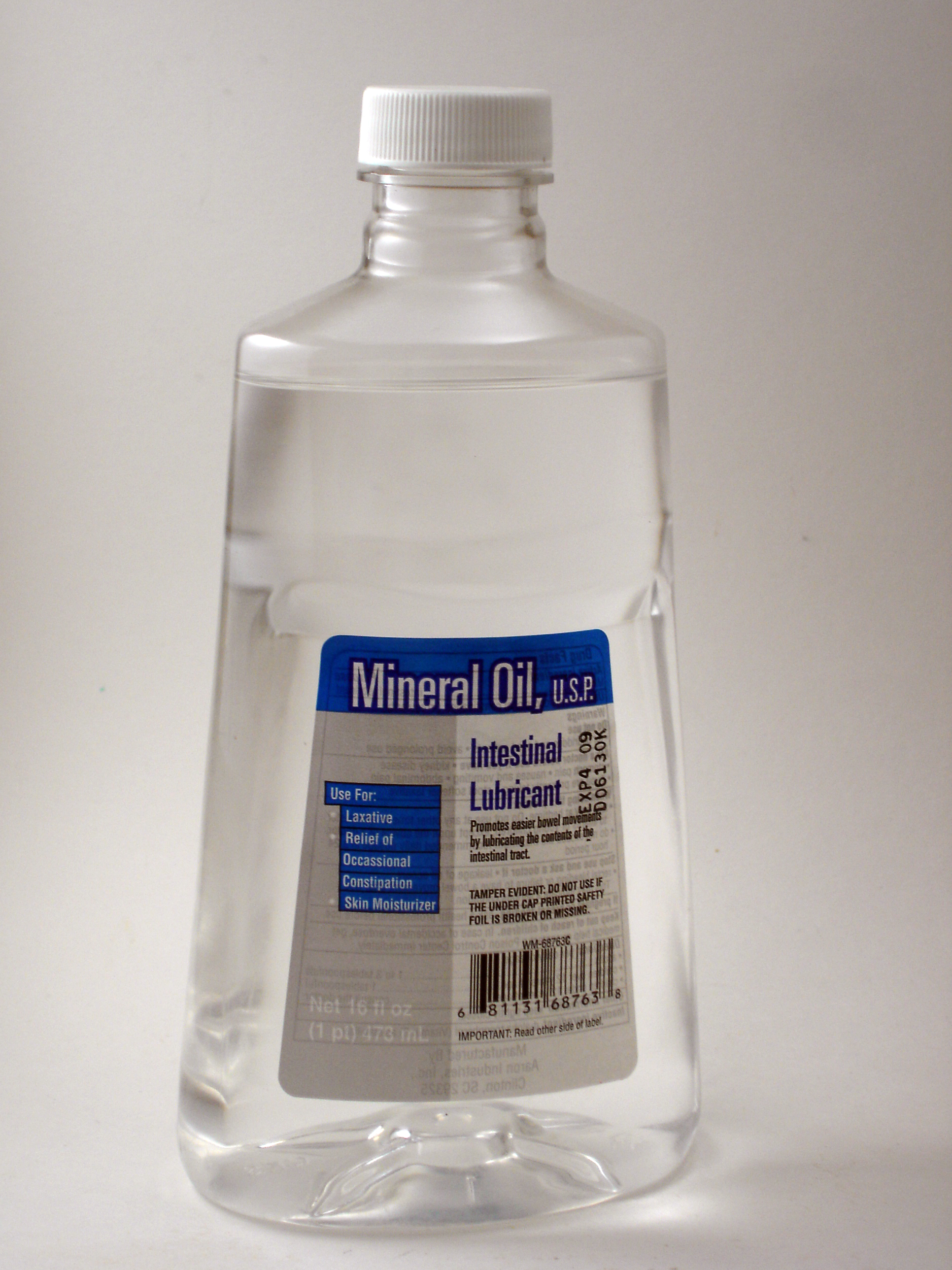
بطری روغن معدنی که در آمریکا فروخته می‌شود.

روغن معدنی، روغن مینرال، یا مینرال اویل (به انگلیسی: Mineral oil) هر نوع از انواع مخلوط بی‌رنگ، بی‌بو و سبک از آلکان‌های آلی از یک منبع معدنی، به ویژه از تقطیر نفت، است که از روغن‌های گیاهی که معمولاً خوراکی هستند، متفاوت دانسته می‌شود.
نام روغن معدنی به خودیِ خود، دقیق نیست، چرا که در طی چند قرن گذشته، برای بسیاری از روغن‌های خاص، مورد استفاده قرار گرفته‌است. نام‌های دیگر، که به همین ترتیب دقیق نیستند، شامل عباراتی مانند روغن سفید (به انگلیسی: white oil)، روغن پارافین (به انگلیسی: paraffin oil)، پارافین مایع (به انگلیسی: liquid paraffin) (پالایش‌شدهٔ رتبه بالا، برای مصارف پزشکی) (به انگلیسی: paraffin oil)، پارافینیوم لیکوییدیوم (نام لاتین) (به انگلیسی: paraffinum liquidum)، و نفت مایع (به انگلیسی: liquid petroleum) هستند. روغن بچه، نوعی روغنِ معدنیِ معطر است.
در اغلب موارد، روغن معدنی، یکی از محصولات جانبی مایع است که در پالایش نفت خام برای تولید بنزین و دیگر فرآورده‌های نفتی به وجود می‌آید. این روغن معدنی، نوعی روغن شفاف و بی‌رنگ است که به‌طور عمده از آلکان‌ها و سیکلوکلان‌هایی تشکیل شده که مربوط به ژلهٔ نفتی هستند. چگالی روغن معدنی در حدود ۰٫۸–۰٫۸۷ گرم بر سانتی مترمکعب است.

## نام‌گذاری
برخی از بی‌دقتی‌های نام‌گذاری (به عنوان مثال «روغن معدنی» و «روغن سفید») نشان‌دهنده نوع استفادهٔ خریداران و فروشندگانی است که ترکیب دقیق شیمیایی روغن‌های معدنی را نمی‌دانند و معمولاً نیازی هم ندارند که به آن اهمیتی بدهند. در لغت‌نامهٔ مِریِم-وبستر (به انگلیسی: Merriam-Webster) آمده‌است که اولین استفاده از اصطلاح «روغن معدنی» در سال ۱۷۷۱ بوده‌است. قبل از اواخر قرن نوزدهم، دانش شیمی برای تعیین چنین آرایش در دسترس نبوده‌است. وضعیت واژگانی مشابهی برای اصطلاح فلز سفید نیز رخ داده‌است.
«روغن معدنی» که به‌طور گسترده و ارزان در آمریکا فروخته می‌شود، به همان ترتیب در انگلیس فروخته نمی‌شود. در عوض، داروسازان انگلیسی از اصطلاحات «پارافینیوم پِرلیکوییدیوم» (به انگلیسی: paraffinum perliquidum) برای روغن معدنی سبک و «پارافینیوم لیکوییدیوم» (به انگلیسی: paraffinum liquidum) یا «پارافینیوم سابلیکوییدیوم» (به انگلیسی: paraffinum subliquidum) برای انواع کمی غلیظ‌تر (چسبناک‌تر) استفاده می‌کنند. اصطلاح «پارافینیوم لیکوییدیوم» اغلب در لیست مواد تشکیل‌دهندهٔ روغن کودک و مواد آرایشی دیده می‌شود. رایحه‌درمانگرهای انگلیس، معمولاً از اصطلاح «روغن معدنی سفید» (به انگلیسی: white mineral oil) استفاده می‌کنند. در روغن‌های روان‌کننده، بر اساس گروه‌بندی مؤسسه نفت آمریکا (API)، در سطح جهان، برخی روغن‌های گروه‌های ۱ تا ۲ و در مناطق خاص، برخی روغن‌های گروه ۳، روغن معدنی نامیده می‌شوند. دلیل این نام‌گذاری این است که روغن‌هایِ روانکاری کننده‌یِ معدنیِ سطحِ بالایِ گروه ۳، به قدری خالص هستند که دارای خواصی مشابه روغن‌های پلی‌آلفااولِفین یا PAO (به انگلیسی: polyalphaolefin) (روغن‌های سنتتیک/مصنوعی گروه ۴) هستند.

## سم‌شناسی
سازمان بهداشت جهانی، روغن‌هایِ معدنیِ فرآوری-نشده (به انگلیسی: untreated) یا نیمه-فرآوری-شده (به انگلیسی: mildly treated) را به عنوان گروه ۱ سرطان زا برای انسان طبقه‌بندی کرده‌است. روغن‌های بسیار تصفیه شده، به عنوان گروه ۳ طبقه‌بندی می‌شوند، به این معنی که آن‌ها مشکوک به سرطان‌زا بودن نیستند، اما اطلاعات موجود برای طبقه‌بندی آنها به عنوان بی‌ضرر هم کافی نیست.
آژانس استاندارد غذای بریتانیا (به انگلیسی: Food Standards Agency - FSA) در مورد یافته‌های یک نظرسنجی که در سال ۲۰۱۱ در مورد خطرات ناشی از انتقال اجزای جوهرهای چاپِ مورد استفاده در بسته‌بندی‌های کارتنی، از جمله روغن‌های معدنی، به مواد غذایی، انجام شده بود، یک ارزیابی ریسک انجام داده‌است. بر اساس این ارزیابی، این آژانس، هیچ نگرانی خاصی دربارهٔ ایمنی مواد غذایی به دلیل استفاده از جوهرها شناسایی نکرده‌است.
افراد می‌توانند با تنفس، تماس پوستی، یا تماس چشمی در محیط کار، در معرض غبار روغن معدنی قرار بگیرند. بر اساس راهنمای مقدارهای در معرض قرارگیریِ شغلی سال ۲۰۱۹ (به انگلیسی: Guide to Occupational Exposure Values) که توسط کنفرانس آمریکایی متخصصان دولتی سلامت صنعتی (به انگلیسی: American Conference of Governmental Industrial Hygienists - ACGIH) گردآوری می‌شود، در ایالات متحده، اداره ایمنی و بهداشت شغلی، برای قرار گرفتن در معرض غبارِ روغنِ معدنی در محیط کار، حد قانونی را ۵ میلی‌گرم بر متر مکعب، طی یک روز کاری ۸ ساعته تعیین کرده و مؤسسه ملی ایمنی و بهداشت شغلی برای حد توصیه شده در معرض قرارگیری، ۵ میلی‌گرم بر متر مکعب، طی یک روز کاری ۸ ساعته را تعیین کرده و حد در معرض قرارگیری کوتاه مدت ۱۰ میلی‌گرم بر متر مکعب دیگر مورد استفاده نیست. سطح ۲۵۰۰ میلی‌گرم بر مترمکعب و بالاتر با عنوان بلافاصله خطرناک برای حیات و سلامت تعیین شده‌است. با این حال، داده‌های سم‌شناسی فعلی، در مورد اثرات غیرقابل برگشت سلامت، به دلیل در معرض قرار گرفتن کوتاه مدت در هر سطحی حاوی هیچ گونه مدرکی نیست. مقدار فعلی ۲۵۰۰ میلی‌گرم به عنوان انتخابی (به انگلیسی: arbitrary) تعیین شده‌است.

## کاربردها

### زیست پزشکی

#### ملین
روغن معدنی به عنوان یک ملین برای کاهش یبوست با حفظ آب در مدفوع و روده‌ها استفاده می‌شود. اگرچه همان‌طور که در بالا ذکر شد، روغن معدنی به‌طور کلی ایمن تلقی می‌شود، در مورد استنشاق غبار روغن معدنی که منجر به شرایط جدی سلامتی مانند ذات الریه می‌شود، نگرانی‌هایی وجود دارد.
روغن معدنی را می‌توان به صورت خوراکی یا به صورت تنقیه تجویز کرد. همچنین، گاهی اوقات برای آماده‌سازی تنقیه از آن به عنوان روان‌کننده استفاده می‌شود، چرا که بیشتر مواد وارد شده به شکم، به جای جذب شدن توسط بدن، به همراه مدفوع دفع می‌شود.

#### کشت سلول
روغن معدنی با خلوص ویژه، غالباً به عنوان روکش پوشش میکرودراپ‌های محیط کشت در ظروف پتری، در زمان کشت تخمک‌ها و جنین‌ها در لقاح مصنوعی و روش‌های مرتبط، استفاده می‌شود. استفاده از روغن، مزایای بسیاری نسبت به سیستم کشت بازدارد: این امکان را می‌دهد تا در یک ظرف چندین تخمک و جنین به‌طور همزمان کشت داده شود، اما به‌طور جداگانه مشاهده شود؛ با جلوگیری از تبخیرِ مادهٔ حامل، تغییرات غلظت و pH را به حداقل می‌رساند؛ کاهش قابل توجهی از حجم مادهٔ حامل مورد استفاده (تا حد ۲۰ میکرولیتر برای هر تخمک به جای چندین میلی‌لیتر برای دستهٔ مورد کشت) را ممکن می‌کند؛ و به عنوان یک میانگیر دما (بافر دما)، هنگامی که ظرف، برای مشاهده از دستگاه کشت خارج می‌شود، شوک حرارتی وارد شده به سلول‌ها را به حداقل می‌رساند.

#### دامپزشکی
روغن معدنی که برای استفادهٔ دامپزشکی، بدون نسخه فروخته می‌شود، به عنوان یک ملین ملایم برای حیوانات اهلی و دام در نظر گرفته شده‌است. برخی روغن‌های معدنی خاص، در واکسن‌های دام به عنوان ماده کمکی، برای برانگیختن پاسخ ایمنی با واسطه سلولی به ماده واکسیناسیون، استفاده می‌شوند. در صنعت طیور، برای مرغ‌هایی که به هیرهٔ فلسی (به انگلیسی: scaly mites) دچار شده‌اند، می‌توان روغن‌های معدنی ساده را بر روی بر روی ساق پا، انگشتان پا، و پردهٔ بین انگشتان پای جوجه‌های آلوده شده مالید. روغن معدنی این انگل‌های ریز را خفه می‌کند. در زنبورداری، به عنوان درمانی برای هیرهی نای (هیرهٔ تنفسی) و سایر هیره‌ها، دستمال کاغذی اشباع شده با روغن معدنی رتبهٔ غذایی در کندوها قرار داده می‌شود از روغن معدنی، به همراه سواب پنبه‌ای برای برداشتن پوست رها نشدهٔ خزندگان، مانند مارمولک‌ها و مارها نیز استفاده می‌شود. 

### لوازم آرایشی
روغن معدنی یک ماده رایج در لوسیون‌های کودک، کرم‌های سرد، پمادها و مواد آرایشی است. این روغنِ ارزان قیمت، بسیار بی‌بو و بی‌مزه است. از این روغن می‌توان روی مژه‌ها برای برای جلوگیری از شکنندگی و شکستگی استفاده کرد و در کرم سرد نیز از آن برای پاک کردن آرایش کرم و خال کوبی‌های موقت استفاده می‌شود. یکی از نگرانی‌های رایج در مورد استفاده از روغن معدنی، این است این روغن که در لیست‌های مختلف مواد کامِدوژنیک (به انگلیسی: comedogenic) (آکنهٔ ناشی از آرایش) قرار دارد. این لیست از مواد کامدوژنیک، سال‌ها پیش تهیه شده‌است و اغلب در کتاب‌های پزشکی پوست ذکر شده‌است.
نوع بسیار تصفیه شده و خالص شدهٔ روغن معدنی که در محصولات آرایشی و بهداشتی یافت می‌شود، کامدوژنیک نیست (منافذ پوست را مسدود نمی‌کند).

### مکانیکی، برقی و صنعتی
روغن معدنی، با قابلیت‌های مختلف صنعتی/مکانیکی به عنوان یک مایع خنک‌کنندهی غیر رسانا یا مایع حرارتی در قطعات برقی مورد استفاده قرار می‌گیرد، زیرا این ماده الکتریسیته منتقل نمی‌کند و می‌تواند جانشین آب و هوا شود. به عنوان مثال، این ماده در ترانسفورماتورها، که به عنوان روغن ترانسفورماتور شناخته می‌شود. در کلید ابزارهای ولتاژ بالا، به عنوان عایق و خنک‌کننده برای پراکنده کردن قوس‌های الکتریکی استفاده می‌شود. ثابت دی الکتریک روغن معدنی در محدودهٔ ۲٫۳ در ۵۰ درجه سلسیوس (۱۲۲ درجه فارنهایت) تا ۲٫۱ در ۲۰۰ درجه سلسیوس (۳۹۲ درجه فارنهایت) قرار دارد.

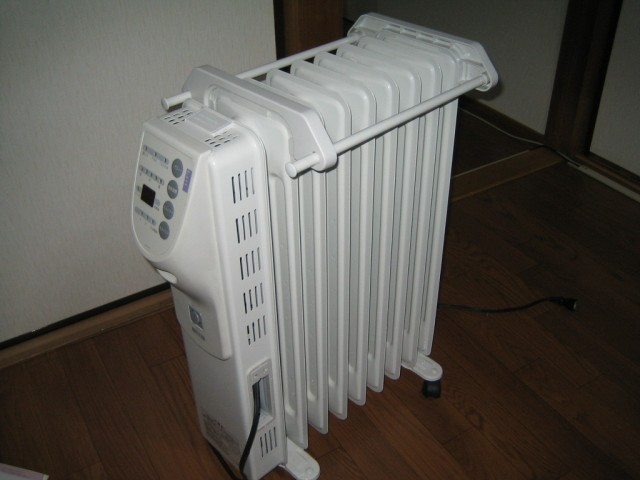
یک رادیاتور برقی که از روغن معدنی به عنوان مایع انتقال حرارت استفاده می‌کند.

روغن معدنی، به عنوان روان‌کننده، سیال برشی و روغن دسته‌بندیِ کنف هندی استفاده می‌شود. روغن محورهای دوار در صنایع نساجی به عنوان روان‌کننده استفاده می‌شود. بخاری‌های برقی گاهی از روغن معدنی به عنوان روغن انتقال حرارت استفاده می‌کنند. از آنجا که روغن معدنی، غیرقابل فشرده سازی است، از آن به عنوان یک مایع هیدرولیک در ماشین آلات و وسایل نقلیه استفاده می‌شود.
یک محدودیت که اغلب در مورد روغن معدنی ذکر می‌شود این است که از نظر قابلیت تجزیه‌پذیریِ زیستی، ضعیف است. به همین دلیل در بعضی از کاربردها ممکن است به جای آن از روغن‌های گیاهی مانند روغن پنبه یا روغن کلزا استفاده شود.

### آماده‌سازی غذا
با این که روغن معدنی با رتبهٔ خوراکی، برای استفاده در محصولات غذایی در اتحادیه اروپا تأیید نشده‌است و مقدارهای اتفاقی آن در غذا در مقررات به دقت مورد توجه قرار گرفته‌است، عدد ئی آن E905a است. به علت خواص روغن معدنی که جلوی جذب آب را می‌گیرد، و همچنین نداشتن طعم و بو، روغن معدنی، برای نگهداری تختهٔ آشپزخانه، کاسهٔ سالاد و سایر لوازم چوبی، انتخابی رایج است. مالیدن مقدار کمی از روغن معدنی، هز چند وقت یک بار، روی لوازم چوبی آشپزخانه، مانع جذب مایعات غذا و در نتیجه ایجاد بوی نامطبوع شده و تمیزکاری را آسان می‌کند. با جلوگیری از جذب آب، دوره‌های مرطوب شدن و خشک شدن که می‌تواند باعث ایجا ترک یا شکاف در چوب شود کاهش می‌یابد، هرچند قسمتی از روغن معدنی با غذا همراه شده و خورده می‌شود. در خارج از اتحادیهٔ اروپا، روغن معدنی گهگاه در صنایع غذایی استفاده می‌شود؛ به ویژه در قنادی (حرفه). در این کاربرد، روغن معدنی اغلب برای اثر صیقلی و براقی که ایجاد می‌کند و برای جلوگیری از چسبیدن آب‌نبات‌ها به هم استفاده می‌شود. استفاده نکردن از روغن معدنی در غذای کودکان توصیه شده‌است، هرچند در برخی از شیرینی‌ها مانند ماهی سوئدی. هنوز این ماده یافت می‌شود. استفاده از روغن معدنی رتبه خوراکی، به علت اثر ملین آن، خود-محدود-کننده است. حداکثر میزان مصرف روزانهٔ روغن معدنی، حدود ۱۰۰ میلی‌گرم محاسبه شده‌است، که از این میزان، ۸۰ میلی‌گرم از ماشین آلاتی که در صنعت پخت و پز استفاده می‌شود، وارد غذا می‌شود.

### کاربردهای دیگر

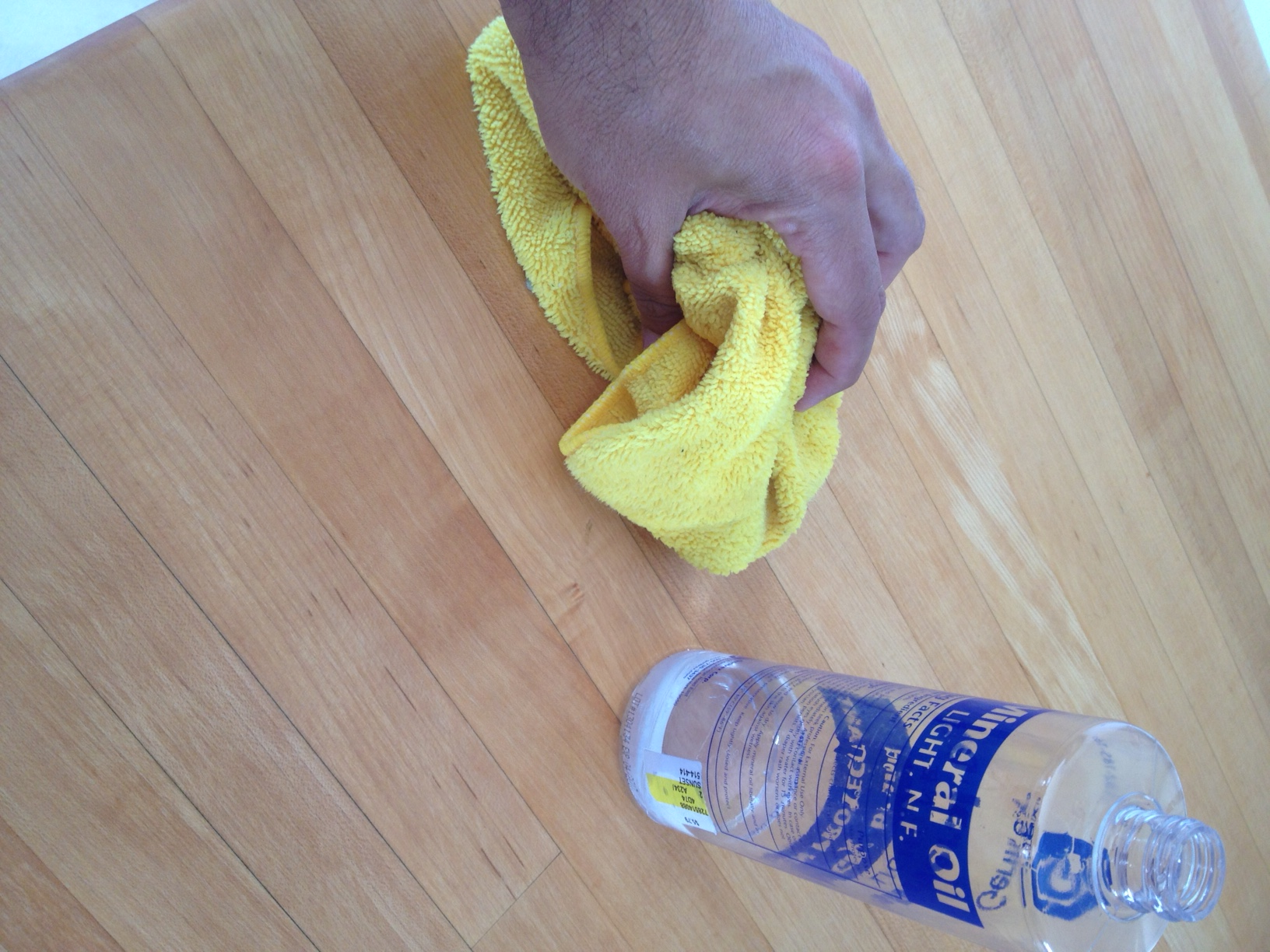
استفاده از روغن معدنی روی پیشخوان بلوک قصاب

فراوانی روغن معدنی، منجر به استفاده از آن در برخی از کاربردهای خاص نیز شده‌است. از این ماده برای فرآوری و نگهداری از بلوک‌های چوبی قصابی استفاده می‌شود که به عنوان رویهٔ پیشخوان هم به کار می‌رود. انجمن آمریکایی پزشکی باروری توصیه می‌کند که از روغن معدنی برای روان‌سازی مهبلی استفاده شود. با این حال، مشخص شده‌است که روغن‌ها، کاندوم لاتکس را تخریب می‌کنند.
روغن معدنی معمولاً برای ایجاد نوعی اثر «استفاده شدگی» بر روی ژتون‌های سفالیِ پوکر که نو باشند استفاده می‌شود، که در غیر این صورت، این اثر، فقط با استفاده طولانی مدت به وجود می‌آید. ژتون‌ها را یا برای مدت زمان کوتاهی در روغن معدنی قرار می‌دهند، یا روغن را بر روی هر ژتون مالیده و بعد مقدار اضافی آن را پاک می‌کنند. این کار باعث از بین رفتن هر گونه گرد و غبار باقی مانده از زمان تولید می‌شود و همچنین ظاهر و «حس» دست گرفتن ژتون‌ها را بهبود می‌بخشد.
روغن معدنی به عنوان سوخت اصلی در بعضی از انواع شمع‌های معطر ژله‌ای استفاده می‌شود.
روغن معدنی برای خنک کاری هم استفاده می‌شود: به عنوان مثال در خنک کاری غرق در مایع قطعات، در بعضی از رایانه‌های ساخته شدهٔ سفارشی. روغن‌های معدنی رتبهٔ دامی، ارزان هستند و اغلب توسط اپراتورهای رادیو آماتور در شبیه‌ساز آنتن رادیویی (دامی لود) به کار می‌رود، چرا که روغن معدنی معمولاً به عنوان عایق و خنک کنندهٔ مایع در تجهیزات الکتریکی بزرگ مانند ترانسفورماتورها به کار رفته و کاربرد آن شناخته شده‌است. توضیحات بیشتر را در بالا ببینید.
روغن معدنی بعنوان مایع ترمز در ترمزهای دیسکی بعضی از اتومبیل‌ها و دوچرخه‌ها استفاده می‌شود.
روغن معدنی در دستگاه‌های ویژه برای تولید دود غلیظ سفید سوزانده می‌شود. این دود در سیستم تبخیر کنندهٔ اتومبیل (EVAP) دمیده می‌شود تا نشتی‌های آن پیدا شود.
این ماده برای صیقل دادن به رُخام گچی در کارهای سنگی و نیز روانکاری و تمیز کردن چاقوهای جیبی یا ابزارهای که با غذا سر و کار دارند و یاتاقان بازدارند و در نتیجه به روغن‌کاری دوره‌ای احتیاج دارند نیز کاربرد دارد. روغن‌های معدنی سبک (پارافینیوم پرلیکوییدیوم) (به انگلیسی: paraffinum perliquidum) در زمان تیز کردن لبهٔ ابزارها (مانند اسکنه) روی سنگ‌های سایندهٔ روغنی، به عنوان نوعی روغن هونینگ استفاده می‌شود. روغن معدنی USP یا روغن معدنی سبک می‌تواند به عنوان یک ماده ضدزنگ برای تیغه‌ها استفاده شود.
این ماده، جایگزینی ارزان، برای نگهداری فلزات واکنش‌پذیر (مانند لیتیوم، سدیم و غیره) است.
روغن باغبانی، اغلب از ترکیب روغن معدنی و مواد شوینده ساخته می‌شود. برای کنترل جمعیت شپشک، شته یا سایر آفات، از اسپری این ترکیب روی گیاهان و ایجاد خفگی در آفات استفاده می‌شود.
در بیوتکنولوژی، برای پوشش دادن واکنش‌های زنجیره‌ای پلیمراز و جلوگیری از اتلاف آب در طی چرخه‌های گرمایشی، از این ماده استفاده می‌شود. همچنین، اغلب برای تعلیق کریستال‌ها در کریستالوگرافی اشعه ایکس از این ماده استفاده می‌شود.
از این ماده، به عنوان یک مادهٔ برخورد شفاف در واکنش‌های فیزیک ذرات، مانند آزمایش نوسانات نوترینوی مینی‌بون استفاده می‌شود.
برای سرگرمی، می‌توان روغن معدنی را به عنوان مادهٔ قابل احتراق با گرمای نسبتاً کم و بدون طعم و بو، در دمیدن آتش از دهان و رقص با آتش مورد استفاده قرار داد اما این کار با خطر آسیب‌دیدگی همراه است.
از روغن پارافین معمولاً برای پر کردن دماسنج گالیله استفاده می‌شود. کمتر بودن دمای انجماد روغن پارافین نسبت به آب (تقریباً ۲۴ درجه فارنهایت یا ۴- درجه سانتیگراد)، باعث می‌شود که حمل و نقل یا نگهداری این دماسنجها در محیط سرد، کمتر به یخ‌زدن حساس باشد.